# Parafia św. Wojciecha w Płocku
Parafia pod wezwaniem pw. św. Wojciecha w Płocku – należąca do dekanatu płockiego wschodniego, diecezji płockiej, metropolii warszawskiej. Siedziba parafii mieści się na osiedlu Podolszyce Południe. 

## Historia parafii
Erygowana 13 listopada 1988 roku przez biskupa Zygmunta Kamińskiego.  
Budową kaplicy i organizowaniem parafii zajął się ks. kan. Henryk Zagórowicz. 8 grudnia 1993 sprowadzono z Gniezna relikwie św. Wojciecha oraz poświęcono dom parafialny. Od 2004 roku proboszczem parafii jest ks. kan. dr Jerzy Ławicki. 
W 2005 roku, po śmierci papieża Jana Pawła II, ufundowano dzwon (1200 kg) jako wotum wdzięczności za pontyfikat papieża. Dzwon, który znajduje się w jednej z wież kościoła, poświęcił bp Roman Marcinkowski w trakcie Dnia Papieskiego w 2005 roku.
W latach 1998–2008 pobudowano docelowy kościół parafialny, najpierw staraniem proboszcza ks. Henryka Zagórowicza, a od 2004 r. ks. Jerzego Ławickiego. 12 października 2008 poświęcił go biskup płocki Piotr Libera w obecności biskupa  Romana Marcinkowskiego. Poświęcenie kościoła było poprzedzone misjami parafialnymi, które przeprowadzili ojcowie redemptoryści z Torunia.
Parafię zamieszkuje 10 100 wiernych.